# BAIAP2L2
BAIAP2L2 (англ. BAI1 associated protein 2 like 2) – білок, який кодується однойменним геном, розташованим у людей на довгому плечі 22-ї хромосоми. Довжина поліпептидного ланцюга білка становить 529 амінокислот, а молекулярна маса — 58 987.
| 10         |  | 20         |  | 30         |  | 40         |  | 50         |
| ---------- |  | ---------- |  | ---------- |  | ---------- |  | ---------- |
| MAPEMDQFYR |  | STMAIYKSIM |  | EQFNPALENL |  | VYLGNNYLRA |  | FHALSEAAEV |
| YFSAIQKIGE |  | RALQSPTSQI |  | LGEILVQMSD |  | TQRHLNSDLE |  | VVVQTFHGGL |
| LQHMEKNTKL |  | DMQFIKDSRQ |  | HYELEYRHRA |  | ANLEKCMSEL |  | WRMERKRDKN |
| VREMKESVNR |  | LHAQMQAFVS |  | ESQRAAELEE |  | KRRYRFLAEK |  | HLLLSNTFLQ |
| FFGRARGMLQ |  | NRVLLWKEQS |  | EASRSPSRAH |  | SPGLLGPALG |  | PPYPSGRLTP |
| TCLDMPPRPL |  | GEFSSPRSRH |  | GSGSYGTEPD |  | ARPASQLEPD |  | RRSLPRTPSA |
| SSLYSGSAQS |  | SRSNSFGERP |  | GGGGGARRVR |  | ALVSHSEGAN |  | HTLLRFSAGD |
| VVEVLVPEAQ |  | NGWLYGKLEG |  | SSASGWFPEA |  | YVKALEEGPV |  | NPMTPVTPMT |
| SMTSMSPMTP |  | MNPGNELPSR |  | SYPLRGSHSL |  | DDLLDRPGNS |  | IAPSEYWDGQ |
| SRSRTPSRVP |  | SRAPSPAPPP |  | LPSSRRSSMG |  | STAVATDVKK |  | LMSSEQYPPQ |
| ELFPRGTNPF |  | ATVKLRPTIT |  | NDRSAPLIR  |  |            |  |            |

A: Аланін

C: Цистеїн

D: Аспарагінова кислота

E: Глутамінова кислота

F: Фенілаланін

G: Гліцин

H: Гістидин

I: Ізолейцин

K: Лізин

L: Лейцин

M: Метіонін

N: Аспарагін

P: Пролін

Q: Глутамін

R: Аргінін

S: Серин

T: Треонін

V: Валін

W: Триптофан

Кодований геном білок за функцією належить до фосфопротеїнів. 
Задіяний у такому біологічному процесі, як альтернативний сплайсинг. 
Білок має сайт для зв'язування з ліпідами. 
Локалізований у клітинній мембрані, мембрані, клітинних контактах, цитоплазматичних везикулах.